# Болулья
Болулья (валенс. Bolulla, ісп. Bolulla) — муніципалітет в Іспанії, у складі автономної спільноти Валенсія, у провінції Аліканте. Населення — 413 осіб (2022).

## Географія
Муніципалітет розташований на відстані близько 360 км на південний схід від Мадрида, 48 км на північний схід від Аліканте.

## Демографія
Динаміка населення (INE ):

## Галерея зображень

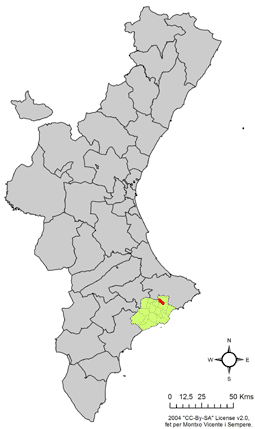
Розташування муніципалітету Болулья у автономній спільноті Валенсія
Розташування муніципалітету Болулья у комарці Маріна-Баха